# 因果関係 (法学)
因果関係（いんがかんけい）とは、ある事実と別のある事実との間に発生する原因と結果の関係のことである。特に法学においては、因果関係が存在することが、法律による効果発生の要件となっている場合がある。
因果関係が問題となる事件は、刑法分野と民法分野に大きく分類できる。

## 刑法
刑法では、実行行為（例、XがYを刃物で刺す）と結果（Yが死亡する）との間に因果関係があることが、結果について行為者に客観的に帰責する（Xに対してYの死亡の責任を問う）ための要件であるとされる。 結果犯では、構成要件要素として、実行行為と結果の間に因果関係が必要とされる。
因果関係の存在の有無は、後述する条件関係の有無が基礎となる。しかし、ある行為と条件関係が有る全ての結果について刑事責任が問われるわけではない。責任が問われる範囲を妥当にするための理論について、日本においては、判例・学説の争いがある。

### 条件関係
条件関係とは、行為が、結果に対する条件として、事実としてつながっている関係である。条件関係とは、行為と結果の関係の（比較的）事実的な判断である。
その判断方法として、伝統的には、「その行為がなかったならば、結果も存しなかったであろう」といえるかどうかという判断方法によるとされてきた。これは標語的に「『あれ[行為]なければ、これ[結果]なし』の判断」、あるいは、ラテン語から「conditio sine qua non公式（略してc.s.q.n.公式とも）」と呼ばれている。
しかし、「『あれ』を取り去ると『これ』が消える」ことから「『あれ』と『これ』に因果関係がある」ことを推論するのは因果関係を前提としてしかできない論理の飛躍である（「あれ」と「これ」との存在・消滅に同時性がある理由としては、二者が第三の要素と関係があるからにすぎないとか偶然に過ぎないという事態を排除できない）、といった理論的批判のほか、以下のような種々の事例のうちいくつかを説明するには大きな修正が必要である、といった批判が指摘されるようになった。
こうしたことから、むしろ「あれあればこれあり」といえるような、行為から結果に到るまでの経過を逐一自然法則で吟味しながら追いかけていくべしとする立場がエンギッシュによって提唱された。これを合法則的条件関係説という。
条件関係の問題とされる、因果関係に関する事例
- 因果関係の断絶
  - 同一の結果に向けられた先行条件がその効果を発揮する以前に、それと無関係な後行条件によって結果が発生した場合に因果関係を認めるかという問題である。
  - 結論として一般に条件関係は否定される。
  - 例　XがAを毒殺しようとして毒を飲ませたが、毒が回る前にAが自殺した場合にXに殺人罪が認められるか。
- 仮定的因果経過
  - 現にある行為が発生しているが、仮にその行為がなかったとしても、別の事情から同じ結果を生じたであろうと見られる場合をいう。
  - 例　死刑執行時の執行官がボタンを押そうとしたときに、遺族が執行官を押しのけて自らボタンを押し死刑囚が死亡した場合。(遺族の行為がなくとも、執行官の行為によって死刑囚は死亡したはずと仮定し、遺族の行為と死刑囚の死亡に因果関係を認められないのではないか)
- 重畳的（）因果関係
  - 条件関係を肯定するが、相当因果関係を否定する説が有力である。
- 択一的競合
  - 行為を全体的に考察し、条件関係の公式を修正して条件関係を肯定するのが多数説といえる。
  - 例　A,Bの2人の人間が独立にそれぞれCのコーヒーに致死量の毒を入れて死亡させたときにA,Bはそれぞれ殺人罪となるのか。
- 不作為犯の因果関係
  - 条件関係を肯定するのが通説である。
- 疫学的因果関係
  - 条件関係を肯定する説が有力である。
- 因果関係中断論
  - 特異な介在事情があるときに、条件説を採ったときに因果関係を否定するための理論である。相当因果関係説を採る場合は相当因果関係の特殊事情の問題とすれば足りる。
  - 例　Aを殺害しようとしてナイフで刺したところ、致命傷に至らず、救急車で病院へ運ばれる途中で救急車が事故に遭い、Aが死亡した場合。

### 諸説
行為と結果の間に、上記のような条件関係が肯定された場合、さらに、刑法上の因果関係の存在を認めるのかについての判断が必要となる。日本においては、その判断基準・方法について判例と各学説で争いがある。日本における通説は、相当因果関係説である。

#### 判例
判例はかつて、条件関係があれば足りるとする条件説に近いとされていた。しかし、米兵轢き逃げ事件では、「経験則上当然予想しえられるところであるとは到底いえない」第三者の介入があったとして因果関係を認めず、相当説に近い判示がなされた。現在の判例は「行為の危険性が結果へと現実化したか」という危険の現実化が基準とされて因果関係の判断が行われていると指摘する声がある。
現に、最一小決平成22年10月26日刑集64巻7号1019頁は「そうすると、本件ニアミスは、言い間違いによる本件降下指示の危険性が現実化したものであり、同指示と本件ニアミスとの間には因果関係があるというべきである。」と判示し、「危険性が現実化」という用語を用いて因果関係を肯定している。

#### 条件説
条件説は、条件関係さえあれば、刑法上の因果関係を認めるとする説。この説の立場からは、何らかの事情によって行為者に問う責任を限定するのは、因果関係を論じる段階ではなく、責任論において行うことが可能だとされる。

#### 相当因果関係説
相当因果関係説（）とは、因果関係の内容として、条件関係に加えて相当性があることが必要とする説である。相当説ともいう。
条件関係だけでは構成要件に該当する対象が余りにも拡大しすぎ、偶発的な事態や異常な事態による結果についても帰責されてしまうおそれがある。相当因果関係説では、ある行為からある結果が発生することが一般に予想することができない場合は、条件関係は成立しても因果関係は成立しないとする。したがって、因果関係の有無を判断する上で偶発的な事情や異常な事態を排除して考えることができ、刑法の謙抑性にも適う結果が得られるとして日本刑法学における通説となった。一方、
ドイツでは因果関係に関し条件説が通説である。
相当性とは、「社会生活上の経験に照らして、通常その行為からその結果が発生することが相当だとみられる関係」（因果経路の通常性）といわれる。この、相当性の有無を判断する際に、その基礎（判断基底）としてどのような事情を考慮すべきか（つまり相当性を判断する判断材料に何を採用するか）によって、伝統的には以下の三説に分けられる。
1. 主観説（主観的相当因果関係説）
主観説とは行為者が行為当時認識・予見していた事情及び認識・予見しえた事情を基礎として判断する見解のことである[16][17]。例えばAは、Bが実は重度の病気であることを知らずに、背後からタックルをしてショックを与え、死亡させたとする。このときAはBの病気について知らなかったのだから、たとえ一般人なら知りえたとしても、そのことは判断材料から除外される。よって、健康な人に後ろからぶつかって死亡させてしまうということは通常考えられず、Aの行為とBの死亡という結果の間には「因果関係がない」ということになる。今日、支持者はほとんど見られない。
2. 客観説（客観的相当因果関係説）
客観説とは、行為当時に客観的に存在したすべての事情を基礎として判断する見解のことである[17][18]。行為後に生じた事情についても、それが行為時に予見可能であった限りすべて考慮するとされる。上記の例でいえば、Aが知っていたかどうかは問題でなく、とにかく当時Bが重度の病気であったことは事実であるから、これは判断材料に含まれる。よって、重度の患者に背後から強い衝撃を与えれば死んでしまうかも知れないということは通常予想の範囲内であり、Aの行為とBの死亡という結果の間には「因果関係がある」ということになる。
3. 折衷説（折衷的相当因果関係説）（旧通説）
折衷説とは、行為当時一般人に認識・予見可能であった事情と、行為者が特に認識・予見していた事情を基礎として判断する見解のことである[17][19]。行為後の事情については、行為の際に、一般人の予測しえた事情と、行為者の予測していた事情を、判断の基礎事情とするとされる。上記の例でいえば、一般人にはBの病気を知ることはできず、Aも知らなかったのであるから、これを判断材料に含めることはできない。つまり、Bが重度の病気を患っていたということは無視される。よって、健康な人に後ろからぶつかって死亡させてしまうということは通常考えられず、Aの行為とBの死亡という結果の間には「因果関係がない」ということになる。

長きに渡り客観説と折衷説との間で論争がなされ、折衷説が通説の地位を築いてきたが、いわゆる大阪南港事件に端を発する後述の「相当因果関係の危機」を契機として、近年、危険の現実化説が新たに通説の地位を占めるようになった。過去の判例は条件説を判示していたが、現在では条件説をベースに行為後に介入した事情をどの程度因果経過に含めて評価するかについて危険の現実化の枠組みを使っていると評価されている。

##### 相当因果関係の危機
いわゆる大阪南港事件の最高裁判例解説において、担当した大谷直人調査官が、上記の三説（判断基底論）のいずれも実務に適切な思考形態でなく、現に使われていないと批判したことに端を発した議論をいう。
これに対して、あくまで従来の判断基底論を堅持しこれによっても判例は説明可能であるとする考え方がある一方、従来の判断基底論を変容させ、例えば個々の介在事情を考慮する・しないの二択ではなく、
実行行為や結果の具体的なあり方との関係で、その危険をどれだけ促進したか・すべきものかといった考慮も相当因果関係の判断に含めるべきとする考え方も現れてきた。
また、ドイツでは、後述の客観的帰属論が有力であり、日本においても注目されている。相当因果関係説の中でも後者のような考え方は、客観的帰属論に近いとされる。それは相当因果関係説の論者も認めるところであるが、そうであるにもかかわらず客観的帰属論としないのは、客観的帰属論は本来、因果関係に対するのみならず、刑法体系全体に関わるものであるところ、すでに判例実務・学説の確立している部分と相容れないところがあるため、相当因果関係に関する部分でのみ、相当因果関係論の名のもとに客観的帰属論の成果を取り込めば足りるとするからである。

#### 客観的帰属論
客観的帰属論（）とは、因果関係の判断をある行為の危険創出と危険実現の要素に分けて行う。客観的帰責理論ともいう。
ドイツでは有力説である。

### 因果関係が争点となる事例

#### 結果的加重犯
結果的加重犯（）では、基本犯と重い結果との間に因果関係が必要であるが、この因果関係の内容についても争いがある。
判例は条件関係があれば足りるとし、過失も不要だとする。
これに対して通説は、責任主義徹底の見地から、因果関係に加えて、過失ないし予見可能性があることを要するとする。

## 民法
民法では、損害賠償および不当利得の事件において問題となる。

### 損害賠償
債務不履行や不法行為によって発生した損害について、行為者に賠償責任を負わせるためには、行為と発生した損害の間に因果関係がなければならない。このような、条件関係に基づいて認められる因果関係を、特に事実的因果関係ともいう。
しかし、事実的因果関係のみで損害賠償責任を認めると際限がないため、損害賠償の範囲は相当な因果関係に限られるとするのが相当因果関係説である。この理論によれば、現実に生じた損害のうち、債務不履行があれば通常生じるであろう損害を賠償すれば足りることとなる。根拠条文は416条であり、不法行為による損害賠償の場合にも、同条が類推適用される。

### 不当利得
不当利得の事件においては、問題となる受益と損失との間に因果関係があることが、不当利得が認められるための一般的要件の1つである。ここで必要となる因果関係については、学説の対立がある。判例は、直接の因果関係が必要だとしてきたが、この考えを改める判例もみられる。

## 引用文献
- 野村豊弘・栗田哲男・池田真朗・永田眞三郎『民法III　債権総論〔第3版補訂〕』（有斐閣、2012）ISBN 978-4-641-15937-2
- 林陽一『刑法における因果関係理論』（成文堂、2000）ISBN 4-7923-1536-0
- 法曹会編『最高裁判所判例解説　刑事篇　平成二年度』（法曹会、1992）
- 山中敬一『刑法概説I（総論）』（成文堂、2008）ISBN 978-4-7923-1813-0。
- 我妻榮・有泉亨・川井健『民法2　債権法（第三版）』（勁草書房、2009）ISBN 978-4-326-45086-2